# Korinna Rahls
Korinna Rahls (* 23. Oktober 1932 in Celle; † 25. Januar 2024 in Karlsruhe) war eine deutsche Schauspielerin, Hörspielsprecherin, Sängerin und Dirigentin.

## Leben und Wirken
Korinna Rahls wurde in Celle geboren und wuchs auf einem niedersächsischen Bauernhof auf. Sie studierte Schauspiel und Gesang und absolvierte ihre Ausbildung zur Dirigentin bei Walter Hügler in Trossingen. Nachweisbare Bühnenauftritte hatte sie 1961 in Das Ei von Félicien Marceau am Theater Die Kleine Freiheit in München und in der Spielzeit 1967/1968 am Staatstheater Braunschweig.
Zwischen 1961 und 1978 hatte Korinna Rahls diverse Kino- und Fernsehauftritte. Beispielsweise sah man sie in Serien wie Die fünfte Kolonne, Polizeifunk ruft oder Miss Molly Mill. Hörspielaufzeichnungen mit ihrer Beteiligung gibt es aus den Jahren 1965 bis 1970.
Korinna Rahls lebte in Karlsruhe. Sie war Leiterin des im Jahr 1992 gegründeten Neuen Orchesters Karlsruhe. Ihre Zwillingsschwester ist die Kunstmalerin Inge Frisius.

## Filmografie (Auswahl)
- 1961: Immer wenn es Nacht wird
- 1962: Seit Adam und Eva (Fernsehfilm)
- 1963: Die endlose Nacht
- 1964: Der trojanische Krieg findet nicht statt (Fernsehfilm)
- 1964: Die Verbrecher (Fernsehfilm)
- 1964: Abenteuerliche Geschichten (Fernsehreihe, eine Folge)
- 1965: Don Juan oder Die Liebe zur Geometrie (Fernsehfilm)
- 1965: Gewagtes Spiel (Fernsehserie, eine Folge)
- 1965/1966: Das Kriminalmuseum (Fernsehserie, zwei Folgen)
- 1966: Die fünfte Kolonne (Fernsehserie, eine Folge)
- 1967: Kommissar Brahm (Fernsehserie, eine Folge)
- 1967: Die Brücke von Remagen (Fernsehfilm)
- 1967–1973: Dem Täter auf der Spur (Fernsehserie, drei Folgen)
- 1969: Polizeifunk ruft (Fernsehserie, eine Folge)
- 1970: Miss Molly Mill (Fernsehserie, eine Folge)
- 1973: … aber Jonny!
- 1977: Lokalseite unten links (Fernsehserie, eine Folge)
- 1978: Räuber und Gendarm (Fernsehfilm)
- 1978: Geschichten aus der Zukunft (Fernsehserie, eine Folge)

## Hörspiele (Auswahl)
- 1966: Arthur Conan Doyle: Sherlock Holmes (18. Folge: Das Geheimabkommen) – Regie: Wilm ten Haaf
- 1970: Klas Ewert Everwyn: Kein Kündigungsgrund – Regie: Wolfgang Schenck